# Camp de Les Corts
Camp de Les Corts, eller blot Les Corts var et fodboldstadion i Barcelona, Spanien, opkaldt efter den omgivende bydel af samme navn. Det fungerede som FC Barcelonas hjemmebane mellem 1922 og 1957.
FC Barcelona havde i 1909 for første gang fået sit eget stadion, Camp del Carrer Indústria, men med plads til blot 6.000 tilskuere, og uden udvidelsesmuligheder, blev det hurtigt for lille til den hastigt voksende klub. På blot tre måneder opføres det nye og mere moderne Les Corts, med en bane der måler 101 x 62 meter, og ved indvielsen den 20. maj 1922 med plads til 25.000 tilskuere på en enkelt tribune. Allerede i 1926 udvides kapaciteten til 45.000, og senere igen til 60.000.
I starten af 1950'erne er dette dog også blevet for småt, og klubben begynder derfor at arbejde med planer for et nyt stadion, og den 24. september 1957 indvies det nuværende Camp Nou (det nye stadion), hvorpå Les Corts lukkes og nedrives.